# دشت عباس
دشت عباس، شهری در بخش دشت عباس شهرستان دهلران در استان ایلام ایران است. این شهر، مرکز بخش دشت عباس است.

## جمعیت
بر پایه سرشماری عمومی نفوس و مسکن در سال ۱۳۹۵، جمعیت شهر دشت عباس برابر با ۳۹۹ نفر (۹۶ خانوار) بوده است.